# Pachycheles chubutensis
Pachycheles chubutensis is een tienpotigensoort uit de familie van de Porcellanidae. De wetenschappelijke naam van de soort is voor het eerst geldig gepubliceerd in 1963 door Boschi.